# جوليس بلوخ
جوليس بلوخ (بالفرنسية: Jules Bloch)‏ (و. 1880 – 1953 م) هو لغوي، وبروفيسور، من فرنسا، ولد في باريس، توفي عن عمر يناهز 73 عاماً.

## مناصب وهيئات
أدار كوليج دو فرانس (1937–1951).

## جوائز
حصل على جوائز منها:
- صليب الحرب 1914-1918 (فرنسا)
- وسام جوقة الشرف من رتبة فارس.